# Eeles Landström
Eeles Enok Landström (ur. 3 stycznia 1932 w Viiala w prowincji Finlandia Zachodnia, zm. 29 czerwca 2022 w Helsinkach) – fiński lekkoatleta specjalizujący się w dziesięcioboju oraz skoku o tyczce, po zakończeniu kariery polityk, pisarz i golfista.
Trzy razy – w latach 1952–1960 – brał udział w letnich igrzyskach olimpijskich. W swoim pierwszym olimpijskim starcie wystąpił w dziesięcioboju zajmując 14. miejsce z dorobkiem 5694 pkt. Cztery lata później był siódmy w skoku o tyczce, a w 1960 roku wywalczył brązowy medal w rywalizacji tyczkarzy pokonując wysokość 4,55. Dwa razy stawał na najwyższym stopniu podium mistrzostw Europy (1954 i 1958). Był obok Polaka Janusza Sidły i radzieckiego wieloboisty Wasilija Kuzniecowa jedynym sportowcem, który obronił w 1958 roku zdobyty cztery lata wcześniej tytuł mistrza Starego Kontynentu. Trzynaście razy poprawiał rekord Finlandii od wyniku 4,32 w 1954 do 4,57 w 1958. Rekord życiowy: 4,57 (16 lipca 1958, Helsinki).
Studiował w Stanach Zjednoczonych na University of Michigan. W latach 1966–1971 był deputowanym w Eduskuncie. Był przedstawicielem Finlandii w Europejskiej Unii Nadawców. W 1966 i 1974 roku wydał dwie powieści dla młodzieży, a w 2002 roku swoją biografię. W latach 1982–2007 mieszkał w Hiszpanii gdzie wygrał w roku 1992 amatorskie mistrzostwa kraju w golfie.

## Osiągnięcia
| Rok  | Impreza              | Miejsce   | Pozycja     | Wynik    |
| ---- | -------------------- | --------- | ----------- | -------- |
| 1952 | Igrzyska olimpijskie | Helsinki  | 14. miejsce | 5694 pkt |
| 1954 | Mistrzostwa Europy   | Berno     | 1. miejsce  | 4,40     |
| 1956 | Igrzyska olimpijskie | Melbourne | 7. miejsce  | 4,25     |
| 1958 | Mistrzostwa Europy   | Sztokholm | 1. miejsce  | 4,50     |
| 1960 | Igrzyska olimpijskie | Rzym      | 3. miejsce  | 4,55     |